# 鸦雀属
鸦雀属（学名：Paradoxornis）是雀形目鸦雀科的模式属，该属原隶属于鹟科画眉亚科（即现在的林鹛科），包含14个物种，后被拆分为多个不同的属，并与其它若干并非由本属拆分出的属共同组成了现今的鸦雀科。该属现包含如下物种：
- 斑胸鸦雀 (Paradoxornis flavirostris)
- 点胸鸦雀 (Paradoxornis guttaticollis)

以下各新拆分出的属在最新的分类中已被合并回鸦雀属：
原被拆分出的白胸鸦雀属（学名：Psittiparus Hellmayr, 1903）学名Psittiparus由拉丁语单词psittacus（意为鹦鹉）和parus（意为山雀）组成。包含以下四种：
- 黑头鸦雀 (Paradoxornis margaritae)
- 灰头鸦雀 (Paradoxornis gularis)
- 白胸鸦雀 (Paradoxornis ruficeps)
- 褐头鸦雀 (Paradoxornis bakeri)

原被拆分出的褐鸦雀属（学名：Cholornis Verreaux, J, 1871）包含以下两种：
- 褐鸦雀 (Paradoxornis unicolor)
- 三趾鸦雀 (Paradoxornis paradoxus)

原被拆分出的震旦鸦雀属（学名：Calamornis），仅包含震旦鸦雀。
其它自本属被拆分出的物种现属于金色鸦雀属。
红嘴鸦雀原被分类为单独的红嘴鸦雀属，现也属于本属。